# Paraplatytes eberti
Paraplatytes eberti är en fjärilsart som beskrevs av Stanislas Bleszynski 1965. Paraplatytes eberti ingår i släktet Paraplatytes och familjen Crambidae. Inga underarter finns listade i Catalogue of Life.